# 시티넷
시티넷(CityNet, 공식 명칭 : 인간의 정주 관리를 위한 지방자치단체 지역네트워크)은 아시아•태평양 지역의 지속가능한 도시 발전을 위해 결성된 국제기구이다. 1987년 유엔아시아태평양경제사회위원회(United Nations Economic and Social Commission for Asia and the Pacific, UNESCAP), 유엔인간정주계획(United Nations Human Settlements Programme, UN-HABITAT), 유엔개발계획(United Nations Development Programme, UNDP)의 합작 프로젝트를 기반으로 설립되었다. 시티넷은 아시아•태평양 지역의 지방자치단체 및 비정부기구, 기업 등이 모여 결성되었고 2021년 현재 173개의 회원들로 구성되어 있다.

## 조직구성[2]
시티넷의 조직은 크게 총회 및 집행위원회, 사무국, 각 국가지부, 요코하마 프로젝트 사무소와 시티넷 플러스아트 센터 등으로 구성된다. 총회에는 시티넷 전체 회원이 포함되며, 4년마다 한 번 소집하여 집행위원, 사무총장, 감사 등을 선출한다. 집행위원회는 회장도시인 서울시, 명예회장도시인 일본 요코하마시, 부회장도시인 필리핀 마카티시와 말레이시아 쿠알라룸푸르시, 그리고 그 외 9개 도시 및 기관 – 대한민국 부산시, 수원시, 인천시, 네팔 랄릿푸르시, 말레이시아 페낭섬시의회, 스리랑카 콜롬보시의회, 인도 아마다바드 스터디액션 그룹, 인도네시아 보고르시, 필리핀 도시연맹 –으로 구성되어 있다. 집행위원회는 매년 소집되며, 총회에서 수립된 정책의 집행을 담당하고 총회에서 채택된 중기 계획에 맞추어 네크워크의 연간 활동을 수립한다.

## 사업분야
시티넷은 회원 도시 간의 기술 협력 관계를 구축한다. 시티넷의 궁극적인 목표는 회원들 간의 협력을 통해 인구증가, 주거 및 위생문제 등 현대사회의 도시가 직면한 공동의 문제를 해결하고자 하는 것이다. 시티넷은 역량강화 연수사업, 세계도시 정책공유 온라인 플랫폼(Urban SDG Knowledge Platform) 운영, 기술정책자문 등의 사업을 진행하고 있다. 역량강화 연수사업은 온•오프라인 채널을 통해 다양한 연수기관과 진행하고 있다. 세계도시 정책공유 온라인 플랫폼은 2016년 서울특별시와 UNESCAP, 시티넷이 공동으로 개설한 플랫폼으로, 지속가능발전목표 이행에 있어 도시 간의 우수정책 공유를 장려한다. 기술정책자문의 경우, 회원 도시의 요청에 따라 도시를 1:1로 연결하여 기술 및 지식을 전수하며, 현장견학 및 전문가 파견 등 다양한 방법으로 이루어진다.

## 사무국
시티넷 사무국은 2013년 일본 요코하마시에서 대한민국 서울시로 이전하였으며, 서울시 종로구에 위치하고 있다. 그 외에도 일본 요코하마시에 위치한 시티넷 요코하마 프로젝트 오피스(2013년 개소) 및 일본 고베시에 위치한 시티넷 플러스아트 센터(2021년 개소)가 있으며, 재난 분야를 포함한 일본의 우수 정책 및 지식을 공유하는데 중요한 역할을 한다.

## 국가지부
국가지부는 방글라데시, 인도, 인도네시아, 네팔, 필리핀, 스리랑카, 총 6개국에서 운영되고 있다. 국가지부를 통해 시티넷은 한 국가 내에 위치한 회원 간의 긴밀한 협력을 촉진하여 전문지식 및 경험의 공유를 보다 용이하게 하고 파트너십 형성을 효과적으로 장려할 수 있다.

## 분과[6]
아울러, 시티넷에서는 현대사회의 도시가 직면하고 있는 4가지의 우선과제를 해결하기 위해 분과를 결성하여 해결방안을 강구한다. 분과는 크게 인프라, 기후변화, 재난관리, 지속가능개발목표로 구분된다. 현재 각 분과를 담당하는 리딩(leading)도시들은 서울(인프라), 자카르타(기후변화), 요코하마(재난관리) 및 바리살(지속가능개발목표)이다.

## 지역교육센터
시티넷은 2003년 국제연합훈련조사연구소(United Nationals Institute for Training and Research, UNITAR) 및 쿠알라룸푸르시, 시티넷이 공동으로 창설한 쿠알라룸푸르 지역교육센터를 통해 도시 지도자 및 이해관계자를 대상으로 한 지속가능한 도시 개발 관련 역량강화 연수사업을 진행하고 있다. 그 외에도 대한민국 서울특별시인재개발원, 인도 주택도시개발공사(Housing and Urban Development Corporation, HUDCO), 말레이시아 Think City와 협력하고 있다.